# Vương Đình Hue
Vương Đình Hue (15 de março de 1957) é um político Vietnamita. Ele é Presidente da Assembleia Nacional do  Vietnã, ministro das Finanças e chefe da Comissão Económica PCC (Ban Kinh Te Trung Uong), uma agência central conselho consultivo para as políticas e estratégias económicas. Ele também é membro do 10º, 11º, 12 e 13º Comitê Central do Partido Comunista do Vietnã e Vice-Primeiro-Ministro do Vietnã.
 